# アクワ・イボム空港
アクワ・イボム空港（Akwa Ibom Airport）は、ナイジェリアのアクワ・イボム州州都ウヨにある空港。
第1段階の建設は2006年に開始され、2009年に完成。アクワ・イボム空港は2009年9月23日に開港し、初の旅客定期便就航はアリクエアの首都アブジャ便とラゴス便で2009年12月2日だった。第2段階の建設は2012年に始まった。第2段階ではメンテナンス施設、国際便ターミナルやタクシングウェイの増設などを行う。

## 就航路線
| 航空会社                 | 就航地           |
| ------------------------ | ---------------- |
| エアロ・コントラクターズ | アブジャ, ラゴス |
| アリクエア               | アブジャ, ラゴス |
| ダナ・エア               | アブジャ, ラゴス |